# Przęsławek
Przęsławek (niem. Prenzlau) – wieś w Polsce położona w województwie pomorskim, w powiecie kwidzyńskim, w gminie Gardeja; 1 km od drogi wojewódzkiej nr 523. Leży na wzniesieniu 100 m n.p.m. w widłach rzeki Gardęgi i Kanału Klecewskiego, skąd roztacza się daleki widok na sąsiednie miejscowości Pawłowo, Wilkowo, Czarne Górne. Można stąd zobaczyć wieże pałacu w Klecewie i kościoła w Trumiejach, wiatraki w Łodygowie, maszt TV z Limży, a także pas dawnej granicy Polski i Prus Wschodnich.
W latach 1975–1998 miejscowość administracyjnie należała do województwa elbląskiego.

## Linki zewnętrzne

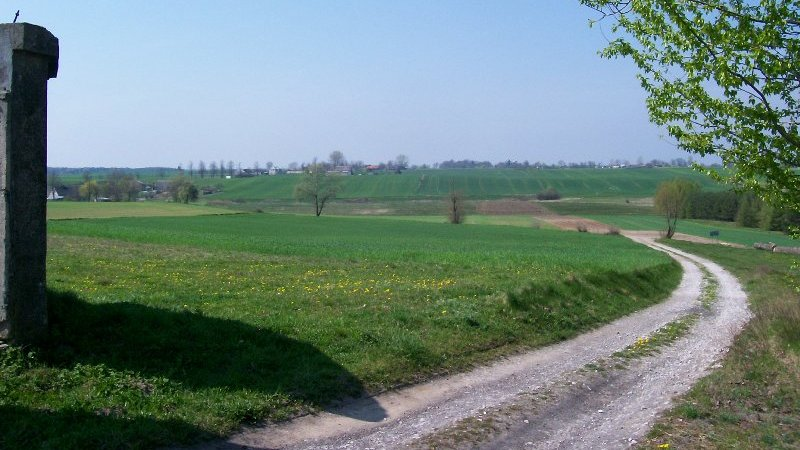
Widok w stronę Czarnego Górnego